# Mazeyrat-d'Allier
Mazeyrat-d'Allier is een gemeente in het Franse departement Haute-Loire (regio Auvergne-Rhône-Alpes). De plaats maakt deel uit van het arrondissement Brioude. Mazeyrat-d'Allier telde op 1 januari 2022 1.426 inwoners. 
In 1840 werd de Pont de Costet, een brug over de Allier, geopend. In 1866 werd er ook een spoorwegbrug over de rivier geopend. Het Station Saint-Georges d'Aurac ligt op haar grondgebied.

## Geografie
De oppervlakte van Mazeyrat-d'Allier bedroeg op 1 januari 2022 44,95 vierkante kilometer; de bevolkingsdichtheid was toen 31,7 inwoners per km². De gemeente ligt aan de Allier.

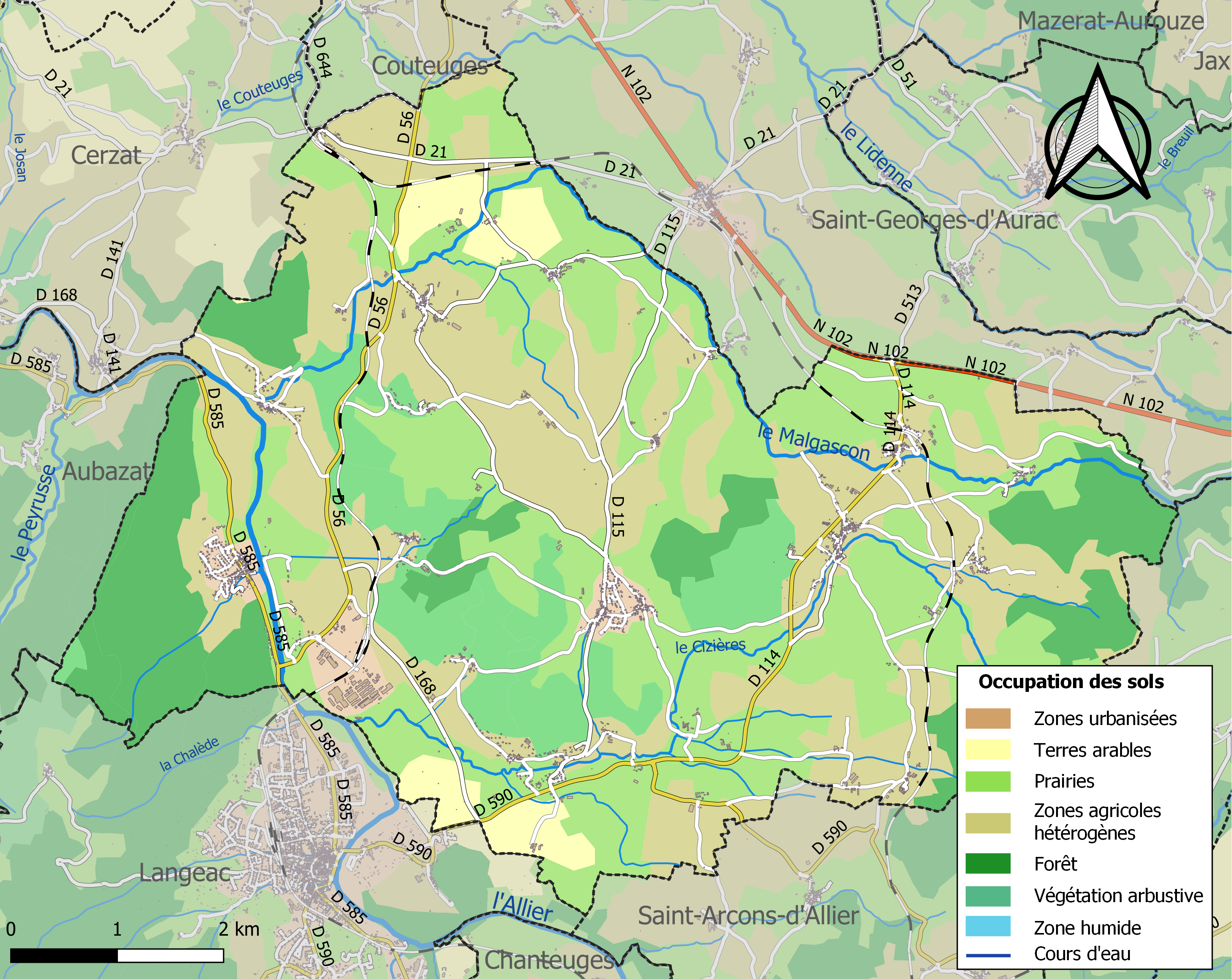
Kaart van de gemeente met de belangrijkste infrastructuur, bodemgebruik en omliggende gemeenten

## Demografie
Onderstaande figuur toont het verloop van het inwonertal (bron: INSEE-tellingen).